# Albert G. Simms
Albert Gallatin Simms (* 8. Oktober 1882 in Washington, Hempstead County, Arkansas; † 29. Dezember 1964 in Albuquerque, New Mexico) war ein US-amerikanischer Politiker. Zwischen 1929 und 1931 vertrat er den ersten Wahlbezirk des Bundesstaates New Mexico im US-Repräsentantenhaus.

## Frühe Jahre
Albert Simms besuchte zunächst private Schulen und anschließend die University of Arkansas in Fayetteville. Im Jahr 1906 zog er nach Monterrey in Mexiko. Dort arbeitete er als Buchhalter. 1912 ließ sich Albert Simms in Silver City in New Mexico nieder. Nach einem Jurastudium und seiner 1915 erfolgten Zulassung als Rechtsanwalt begann er bis 1919 in Albuquerque in seinem neuen Beruf zu arbeiten.

## Politische Laufbahn
Simms wurde Mitglied der Republikanischen Partei. Von 1920 bis 1922 war er Mitglied des Stadtrats von Albuquerque. Zur gleichen Zeit war er Präsident des Kreistags im Bernalillo County. Simms stieg auch in das Bankgeschäft ein und wurde Präsident der National Bank in Albuquerque sowie einer Hypothekenfirma. Zwischen 1925 und 1927 war er Abgeordneter im Repräsentantenhaus von New Mexico. Im Jahr 1928 wurde er in das US-Repräsentantenhaus gewählt, wo er am 4. März 1929 John Morrow ablöste. Da er im Jahr 1930 nicht wiedergewählt wurde, konnte er bis zum 3. März 1931 nur eine Legislaturperiode im Kongress absolvieren. Von 1932 bis 1934 gehörte Albert Simms dem Republican National Committee an. Danach arbeitete er als Bankier, Farmer und Rancher. Er starb im Dezember 1964 in Albuquerque und wurde dort auch beigesetzt.